# Oxypilus transvalensis
Oxypilus transvalensis är en bönsyrseart som beskrevs av Giglio-tos 1915. Oxypilus transvalensis ingår i släktet Oxypilus och familjen Hymenopodidae. Inga underarter finns listade i Catalogue of Life.